# Fontaneda
Fontaneda és un nucli de població del Principat d'Andorra situat a la parròquia de Sant Julià de Lòria. L'any 2009 tenia 101 habitants.
S'hi troba l'església de Sant Miquel de Fontaneda. La carretera que comunica Sant Julià de Lòria amb la Fontaneda és la CS-140.